# Кайынды (Акмолинская область)
Кайынды (каз. Қайынды, до 2018 г. — Трофимовка) — село в Зерендинском районе Акмолинской области Казахстана. Входит в состав Ортакского сельского округа. Код КАТО — 115652700.

## География
Село расположено на северо-востоке района, в 64 км на северо-восток от центра района села Зеренда, в 18 км на юго-запад от центра сельского округа села Ортак.
В селе находится станция Трофимовка.

### Улицы[3]
- ул. Темиржолшылар.

### Ближайшие населённые пункты
- село Кызылтан 2 км на северо-западе,
- село Казахстан в 9 км на юге,
- село Туполевка в 10 км на юго-востоке.

## Население
В 1989 году население села составляло 69 человек (из них казахов 79%).
В 1999 году население села составляло 41 человек (17 мужчин и 24 женщины). По данным переписи 2009 года, в селе проживало 40 человек (22 мужчины и 18 женщин).
| Численность населения | Численность населения | Численность населения |
| 1989                  | 1999                  | 2009                  |
| --------------------- | --------------------- | --------------------- |
| 69                    | ↘41                   | ↘40                   |